# Conrad Carlman
Hugo Conrad Carlman, född 16 januari 1891 i Karlskrona, död 19 juli 1946 i Stockholm, var en svensk skulptör.
Conrad Carlman var son till flaggrustmästare Knut Carlman och Maria Eriksson och från 1925 gift med Greta Julin. Han utbildade sig vid Althins målarskola och vid Konstakademin 1911–1918, där han tilldelades en kanslermedalj 1914. Efter första världskriget gjorde han en studieresa som Jenny Lind-stipendiat till Tyskland 1919–1920, Frankrike och Italien. Han debuterade i en utställning hos Ciacelli i Stockholm 1916 och ställde senare ut separat eller i grupp på Liljevalchs konsthall samt på Maison Watteau i Paris. Han var under en period anställd av arkitekten Ernst Stenhammar, där han – förutom skapandet av reliefer – även porträtterade av Stenhammar.
Han arbetade mest i marmor, men även i brons och terrakotta. För Oskar Ekman på Bjärka-Säby utförde han marmor relieferna Orfeus och Persius samt för riksantikvarie Sigurd Curman gipsrelieferna Helenas bortrövande och Paris dom. Bland hans offentliga arbeten märks Gosse och groda för Akademiskas sjukhuset i Uppsala, porträttet av Wilhelm Stenhammar för Stockholms konserthus, Älvsnabbsmonumentet i Stockholms skärgård, sjöfartsmomumentet i Karlshamn, Sankt Staffan i Gävle och en dopfunt för Förkärla kyrka. Carlman är representerad på Moderna Museet i Stockholm.

## Offentliga verk i urval
- Staty över Hans Wachtmeister, 1930, Alamedan i Karlskrona.
- Älvsnabbsmonumentet, 1930, intill Muskö i Stockholms skärgård.
- Sjöfartsmonumentet Böljelek i Karlshamn.
- Statyn Sankt Staffan (Staffansstatyn) i Staffans kyrka i Brynäs i Gävle.
- Statyn Pan i Vadstena, står på den plats, där varmbadhuset stod. Varmbadhuset byggdes på 1860-talet i änden av Krabbegatan.

## Bilder

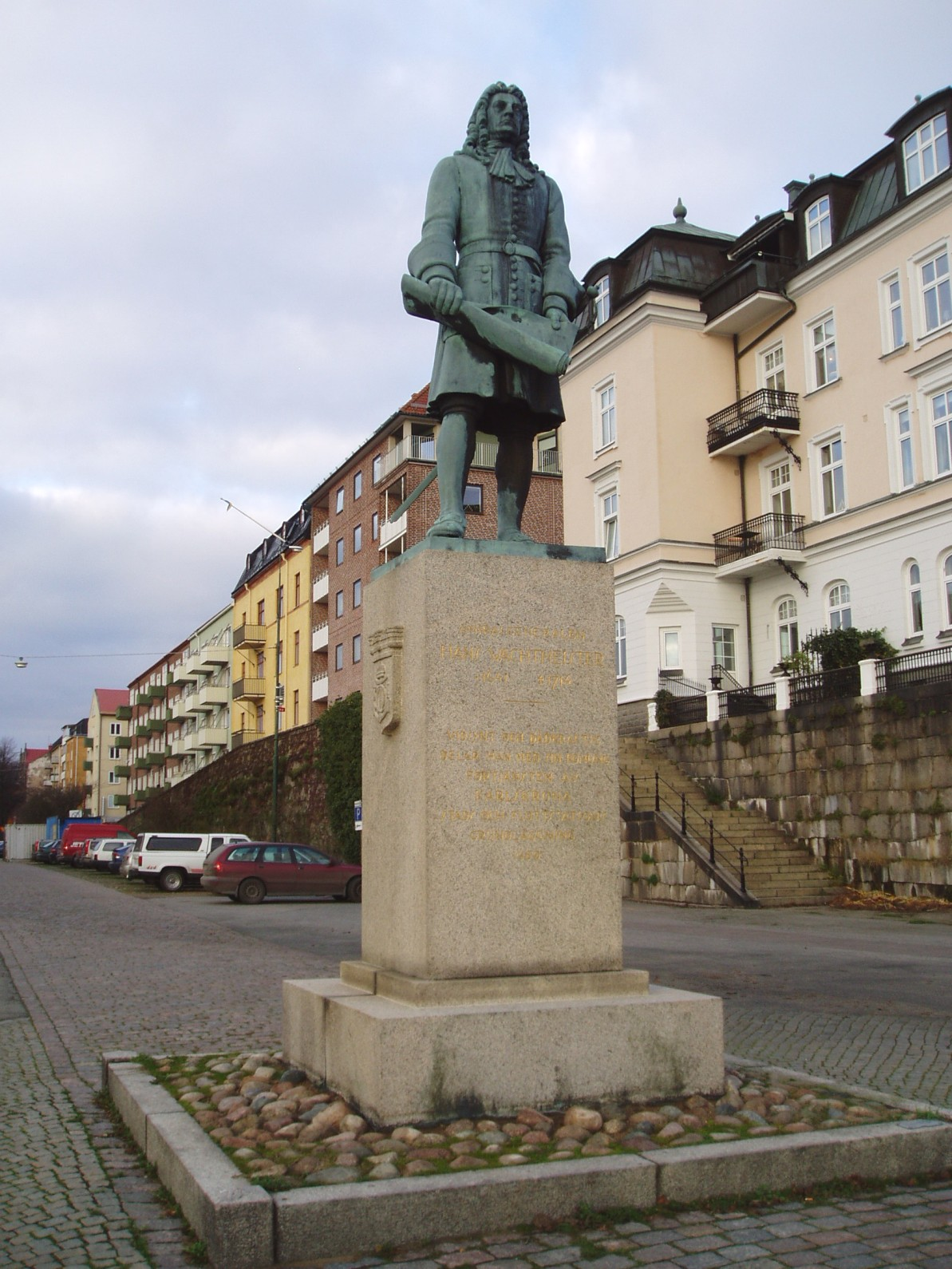
Amiralgeneral Hans Wachtmeister af Johannishus, staty i Karlskrona, utförd 1930.
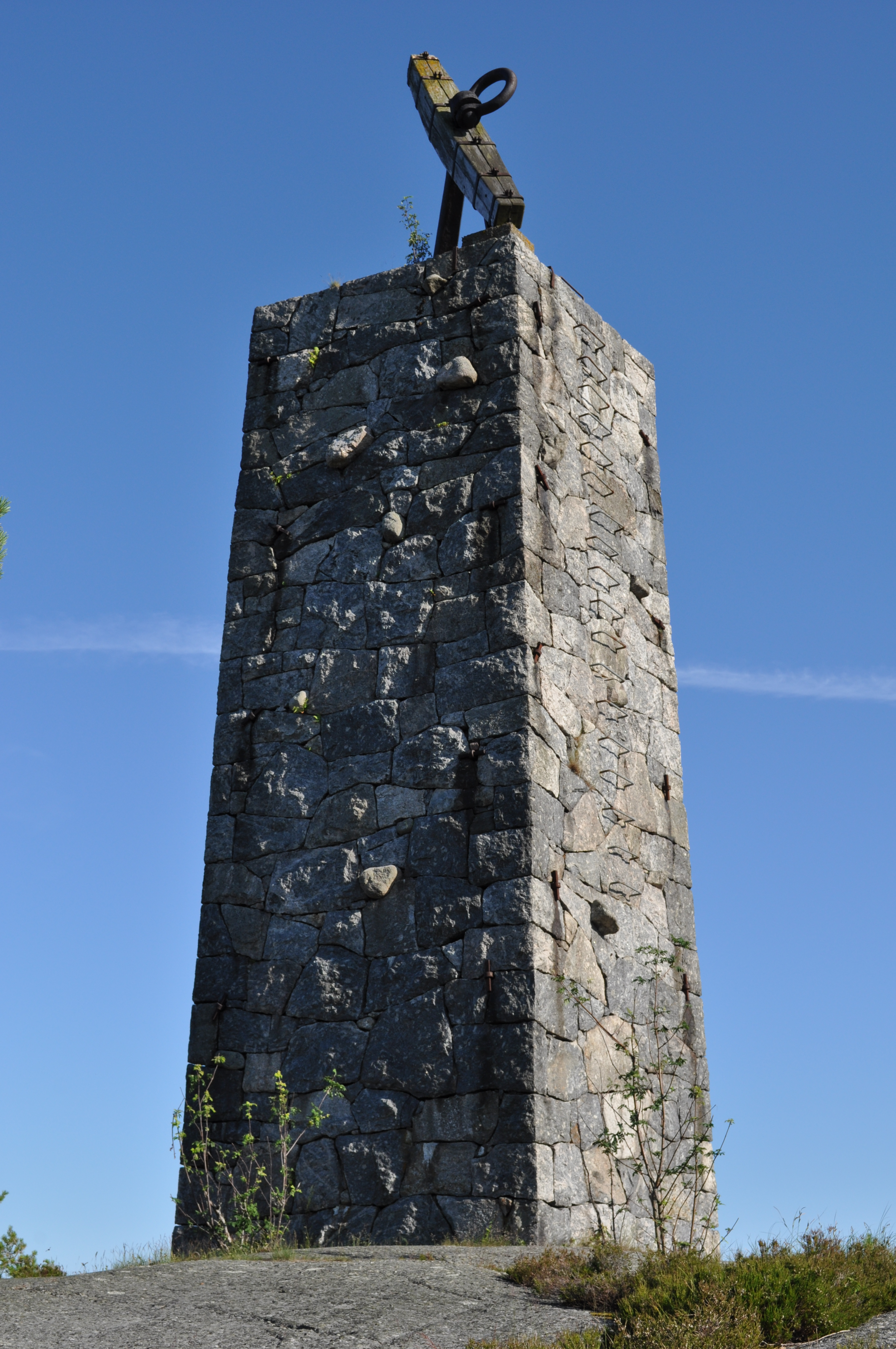
Älvsnabbsmonumentet i Stockholms skärgård, 1930.
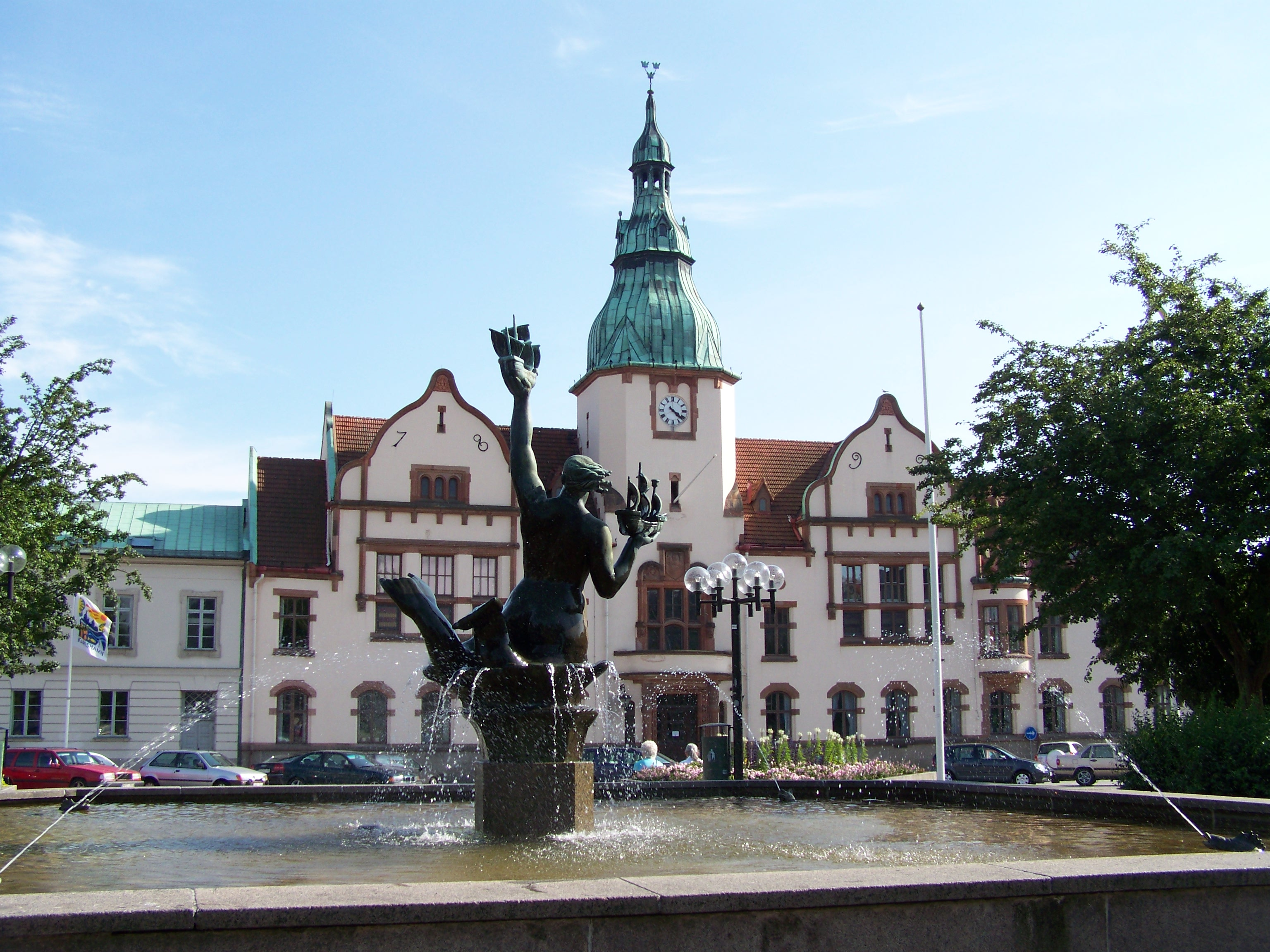
Sjöfartsmonumentet Böljelek i brons på Karlshamns torg med Karlshamns rådhus i bakgrunden.
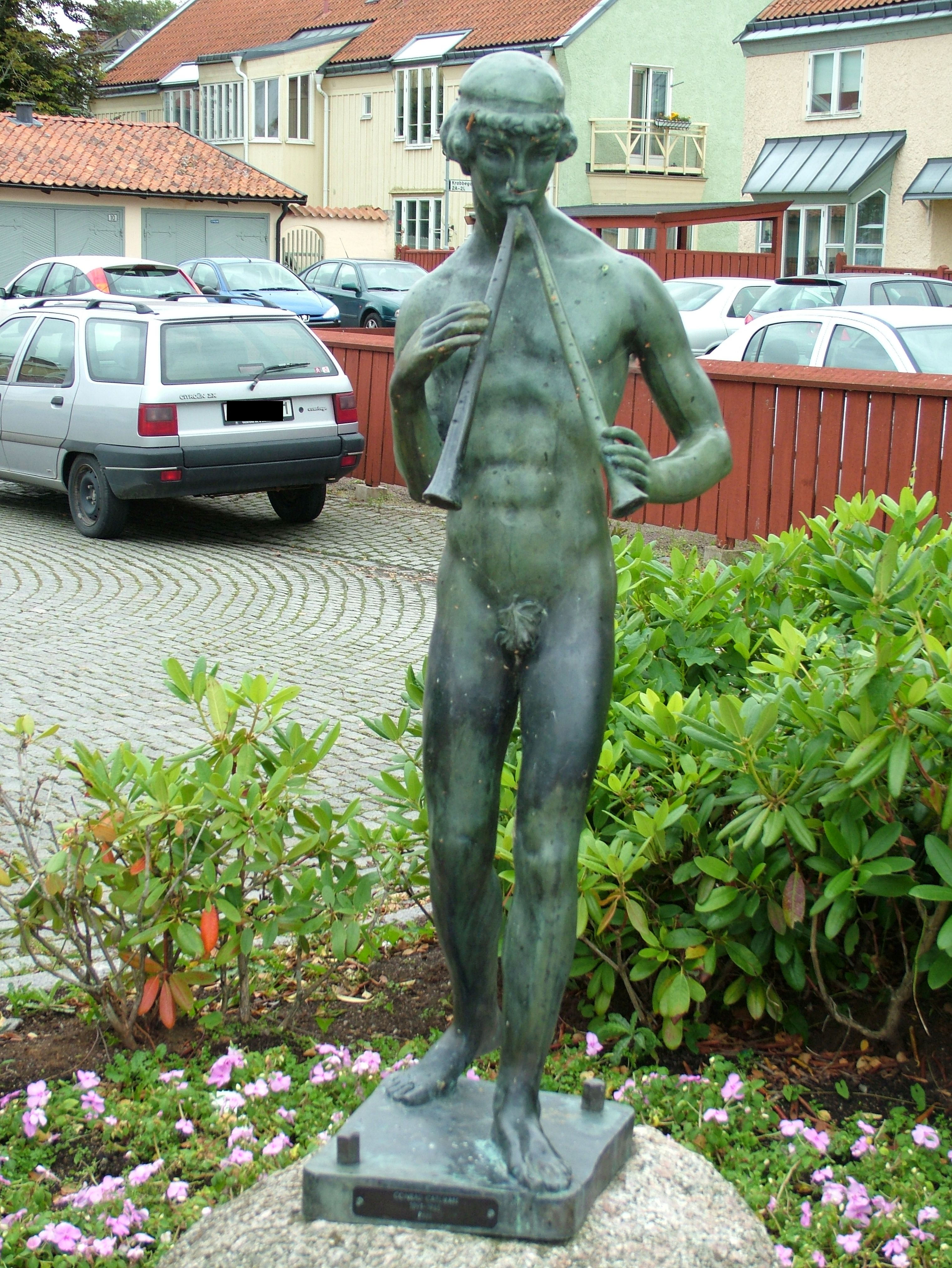
Statyn Pan i Vadstena.